# Wincenty Urban

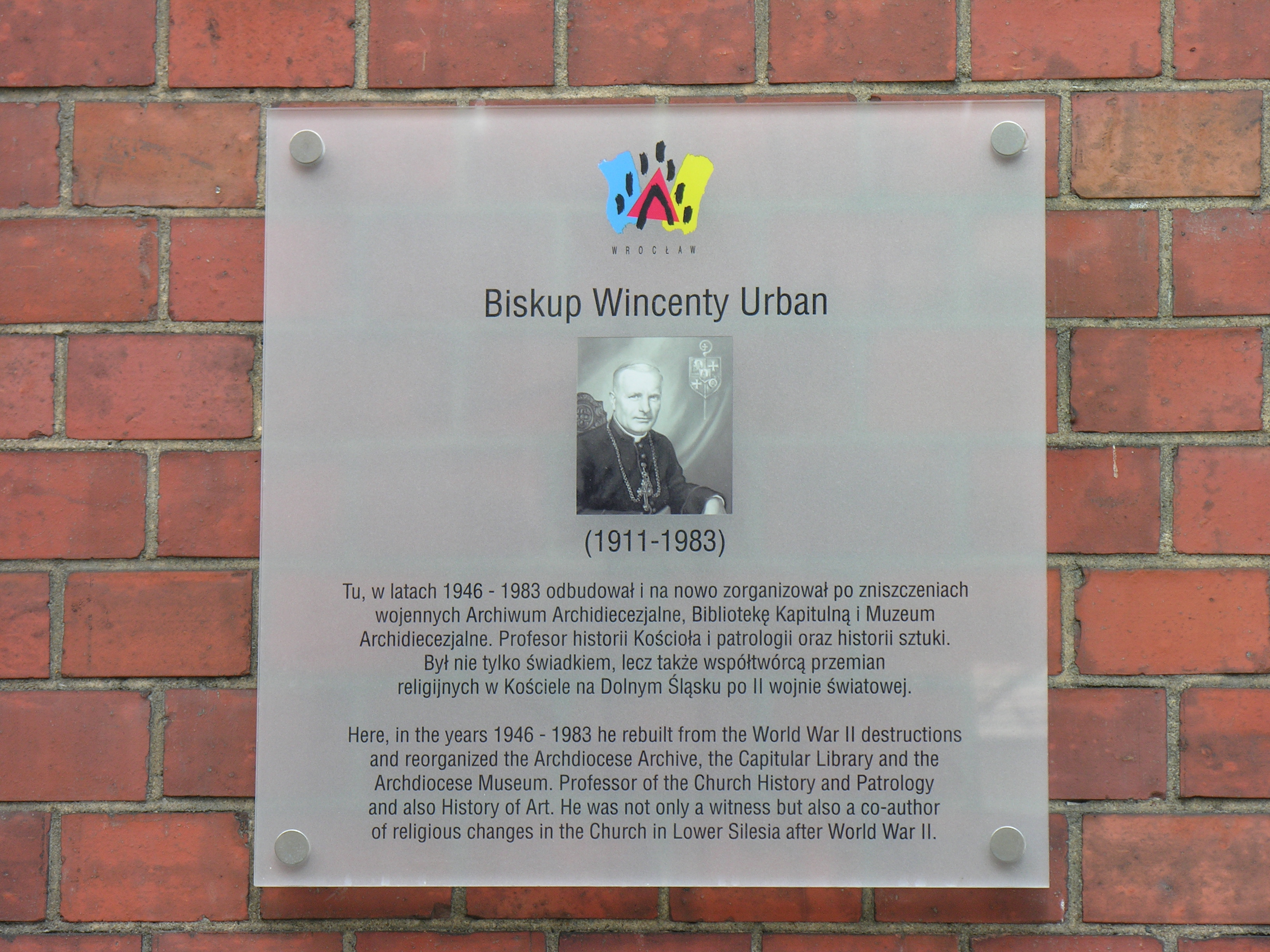
Gedenktafel für Wincenty Urban in Breslau

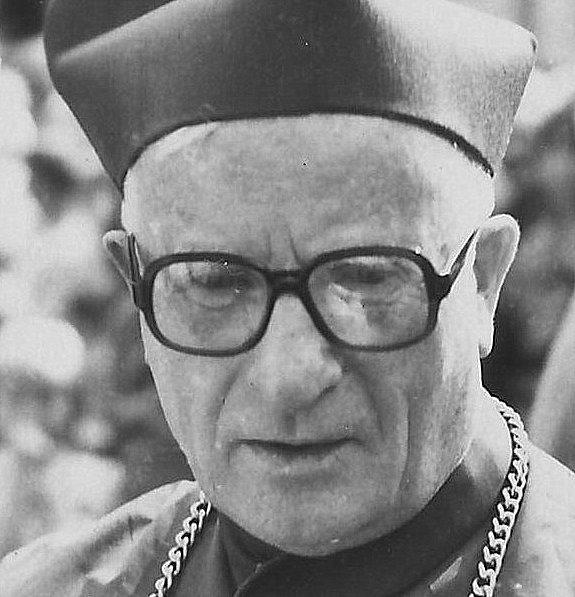
Wincenty Urban

Wincenty Urban (* 13. Februar 1911 in Grodzisko Dolne; † 13. Dezember 1983 in Breslau) war Weihbischof im Erzbistum Gnesen und Kapitularvikar von Breslau.

## Leben
Nach dem Abitur studierte Wincenty Urban Theologie an der Universität Lemberg und wurde für das Erzbistum Lemberg zum Priester geweiht, wo er anschließend als Kaplan tätig war. Nachdem er als Folge des Zweiten Weltkriegs seine Heimat Ostpolen verlassen musste, wirkte er zunächst als Seelsorger im Oppelner Gebiet. 1947 konnte er die durch den Krieg unterbrochene Promotion abschließen und wurde später Direktor des Archivs, der Bibliothek sowie des Museums der Erzdiözese Breslau. 1953 habilitierte er sich an der Theologischen Fakultät der Krakauer Universität mit einer Arbeit über den Breslauer Bischof Leopold von Sedlnitzky. Danach lehrte er Kirchengeschichte, Patrologie und Kunstgeschichte an der Katholischen Hochschule in Breslau.
1952 wurde er zum Titularbischof von Abitinae und 1959 zum Weihbischof der Erzdiözese Gnesen ernannt.
Da die polnischen kommunistischen Behörden nach dem Tod des Erzbischofs Bolesław Kominek keinen der kirchlicherseits vorgeschlagenen Nachfolger akzeptiert haben, amtierte Wincenty Urban von 1974 bis 1976 als Kapitularvikar der Erzdiözese Breslau, wo er auch als Weihbischof wirkte.

## Werke
- Leopold Sedlnicki, książę biskup wrocławski 1836–1840 i jego odstępstwo na tle dziejów Kościoła katolickiego na Śląsku w pierwszej połowie XIX wieku
- Zarys dziejów diecezji wrocławskiej, Wrocław 1962
- Duszpasterski wklad księży repatriantów w archidiecezji Wrocławskiej w latach 1945–1970, Wrocław 1970
- Z wrocławskiej niwy kaznodziejskiej, Warszawa 1982
- Droga krzyżowa Archidiecezji Lwowskiej w latach II wojny światowej 1939–1945, Wrocław 1983
- Szkice z dziejów archidiecezji lwowskiej i jej duszpasterstwa, Rzym 1984